# Joan Pich i Pon
Joan Pich i Pon   (Barcelona, 1 de març de 1878 - París, 21 de maig de 1937) fou un polític i empresari català. Es feu famós popularment per les seves relliscades verbals, que hom anomenà piquiponades.

## Biografia
Nasqué en el si d'una família modesta i començà a treballar d'electricista. Progressivament anà enriquint-se i ascendint en l'escala social, gràcies a l'empresa d'electricitat que fundà. Més tard inicià una carrera política que el portaria al capdavant de la societat barcelonina.
De filiació lerrouxista, Pich i Pon fou membre del Partit Republicà Radical des de la fundació. Esdevingué regidor de l'Ajuntament de Barcelona des de 1905 i fou diputat provincial entre 1907 i 1911. Tornà a ser regidor (1912-1915) i el 1919 presidí la Cambra de la Propietat Urbana. El 1918 fou elegit senador per la província de Tarragona i el 1919 diputat a Corts per Gandesa. Fou comissari de l'Exposició Internacional de Barcelona de 1929 amb Francesc Cambó. Durant la República fou sots-secretari de Marina (1934), alcalde de Barcelona (gener-octubre de 1935) i governador general interí de Catalunya (1935).
La implicació en l'escàndol de l'estraperlo li comportà un gran descrèdit polític que el va obligar a dimitir dels seus càrrecs. El 1936, en començar la Guerra Civil, s'exilià a París, on va morir al cap d'un any.

## Piquiponades
En la seva trajectòria política, Pich i Pon no va destacar com a gran orador. Ans al contrari, fou proverbial l'ús inadequat que feia de moltes paraules, cosa que comportà que algunes de les seves frases es fessin famoses. Aquests lapsus o errades còmiques reberen el nom de «piquiponades» (també escrit «pich-i-ponades» o «piquiponianes»)i foren objecte d'un bon nombre d'obres, com ara La divertida incultura. Antologia de disbarats de Josep M. Albaigès, llibre editat el 1991.
Algunes piquiponades:
| «                 | El peor tirano de la historia fue el Tirano de Bergerac | » |
| — Joan Pich i Pon |                                                         |   |

| «                 | (Mentre tenia una espasa a la mà) Me siento com un radiador romano ! | » |
| — Joan Pich i Pon |                                                                      |   |

| «                 | (Parlant del caviar) ... huevos de centurión ! | » |
| — Joan Pich i Pon |                                                |   |

| «                 | (La proclamació de la República fou una jornada) .... sin infusión de sangre ! | » |
| — Joan Pich i Pon |                                                                                |   |

| «                 | (Parlant d'un amic afeccionat als segells) ....es sifilítico | » |
| — Joan Pich i Pon |                                                              |   |